# Trachelipus radui
Trachelipus radui  (лат.) — вид мокриц рода Trachelipus, семейства Trachelipodidae. Впервые описан в 2000 году румынскими зоологами Николае Томеску и Любомирой Олариу.

## Распространение, описание
Эндемик Румынии; обнаружен в Восточных Карпатах (часть Карпатской горной системы). Имеются сомнительные данные об обитании вида на территории Италии.
Точные сведения об описании таксона отсутствуют.

## Замечания по охране
Не значится в природоохранной базе Международного союза охраны природы.